# Muriel Coneo
Muriel Coneo Paredes (née le 15 mars 1987 à île Fuerte) est une athlète colombienne, spécialiste du demi-fond et du steeple.
Le 23 mai 2015, elle porte son record du 1 500 m à 4 min 9 s 16 à Ponce, puis elle devient championne d'Amerique du Sud à Lima le 14 juin 2014 sur le steeple en 9 min 53 s 1.

## Palmarès
| Date | Compétition                                      | Lieu                 | Résultat | Épreuve         | Performance    |
| ---- | ------------------------------------------------ | -------------------- | -------- | --------------- | -------------- |
| 2006 | Championnats ibéro-américains                    | Ponce                | 2e       | 4 × 400 m       | 3 min 37 s 71  |
| 2006 | Championnats d'Amérique du Sud                   | Tunja                | 2e       | 800 m           | 2 min 14 s 13  |
| 2006 | Championnats d'Amérique du Sud                   | Tunja                | 3e       | 1 500 m         | 4 min 55 s 24  |
| 2006 | Championnats d'Amérique du Sud                   | Tunja                | 2e       | 4 × 400 m       | 3 min 37 s 12  |
| 2007 | Championnats d'Amérique du Sud                   | São Paulo            | 2e       | 800 m           | 2 min 8 s 99   |
| 2008 | Championnats d'Amérique centrale et des Caraïbes | Cali                 | 3e       | 1 500 m         | 4 min 28 s 92  |
| 2009 | Championnats d'Amérique du Sud                   | Lima                 | 3e       | 800 m           | 2 min 7 s 32   |
| 2009 | Championnats d'Amérique du Sud                   | Lima                 | 2e       | 1 500 m         | 4 min 23 s 38  |
| 2011 | Championnats d'Amérique du Sud                   | Buenos Aires         | 3e       | 800 m           | 2 min 5 s 25   |
| 2013 | Championnats d'Amérique du Sud                   | Carthagène des Indes | 2e       | 1 500 m         | 4 min 15 s 84  |
| 2013 | Championnats d'Amérique du Sud                   | Carthagène des Indes | 3e       | 3 000 m steeple | 10 min 9 s 91  |
| 2014 | Championnats ibéro-américains                    | São Paulo            | 1re      | 1 500 m         | 4 min 14 s 42  |
| 2014 | Championnats ibéro-américains                    | São Paulo            | 2e       | 3 000 m         | 9 min 22 s 10  |
| 2014 | Jeux d'Amérique centrale et des Caraïbes         | Xalapa               | 1re      | 1 500 m         | 4 min 14 s 84  |
| 2014 | Jeux d'Amérique centrale et des Caraïbes         | Xalapa               | 2e       | 3 000 m steeple | 10 min 7 s 94  |
| 2015 | Championnats d'Amérique du Sud                   | Lima                 | 1re      | 1 500 m         | 4 min 10 s 14  |
| 2015 | Championnats d'Amérique du Sud                   | Lima                 | 1re      | 3 000 m steeple | 9 min 53 s 1   |
| 2015 | Jeux panaméricains                               | Toronto              | 1re      | 1 500 m         | 4 min 9 s 05   |
| 2016 | Championnats ibéro-américains                    | Rio de Janeiro       | 1re      | 1 500 m         | 4 min 9 s 35   |
| 2016 | Championnats ibéro-américains                    | Rio de Janeiro       | 2e       | 3 000 m         | 9 min 4 s 79   |
| 2017 | Championnats d'Amérique du Sud                   | Lima                 | 1re      | 1 500 m         | 4 min 16 s 46  |
| 2017 | Championnats d'Amérique du Sud                   | Lima                 | 1re      | 5 000 m         | 16 min 16 s 64 |
| 2018 | Jeux d'Amérique centrale et des Caraïbes         | Barranquilla         | 1re      | 5 000 m         | 16 min 13 s 47 |
| 2019 | Championnats d'Amérique du Sud                   | Lima                 | 3e       | 10 000 m        | 33 min 43 s 00 |
| 2023 | Championnats d'Amérique du Sud                   | São Paulo            | 3e       | 5 000 m         | 16 min 20 s 82 |

## Records
| Épreuve         | Temps               | Lieu           | Date             |
| --------------- | ------------------- | -------------- | ---------------- |
| 800 m           | 2 min 3 s 67        | Cali           | 21 novembre 2015 |
| 1 500 m         | 4 min 6 s 99 (NR)   | Huelva         | 3 juin 2016      |
| 3 000 m         | 9 min 4 s 79 (NR)   | Rio de Janeiro | 14 mai 2016      |
| 5 000 m         | 15 min 26 s 18 (NR) | Londres        | 10 août 2017     |
| 3 000 m steeple | 9 min 43 s 16       | Norwalk        | 15 avril 2016    |